# Jeanménil
Jeanménil é uma comuna francesa na região administrativa de Grande Leste, no departamento de Vosges. Estende-se por uma área de 18,24 km². Em 2010 a comuna tinha 1 150 habitantes (densidade: 63 hab./km²).